# Erwin Gehrts
Erwin Gehrts (Amburgo, 18 aprile 1890 – Berlino, 10 febbraio 1943) è stato un giornalista e militare tedesco, colonnello della Luftwaffe, socialista conservatore e combattente della resistenza contro il regime nazista.
Fu arruolato come ufficiale di volo durante la prima guerra mondiale. Negli anni tra le due guerre mondiali studiò come giornalista. Trovò lavoro nella Luftwaffe dove rimase deluso dal regime nazista. Si associò a un gruppo di resistenza antifascista di Berlino come informatore del gruppo Harro Shulze-Boysen, meglio noto come Orchestra Rossa.

## Biografia
Figlio di un commerciante, crebbe durante il periodo guglielmino. Da giovane divenne membro del Wandervogel, un movimento giovanile borghese a cui rimase legato per tutta la vita. Dopo aver completato la scuola nel 1913, decise di studiare letteratura e scienze naturali all'Università di Friburgo.
Nel 1922 sposò Hildegard Kremer e nel luglio 1924 la coppia perse la figlia neonata. Il 12 novembre 1925 la moglie morì di parto dopo aver dato alla luce il figlio Hans-Erwin. Dopo esseri risposato nel 1927, perse anche il figlio, morto durante l'infanzia. Il 1º ottobre 1930 nacque la figlia Barbara dal secondo matrimonio.

### Carriera

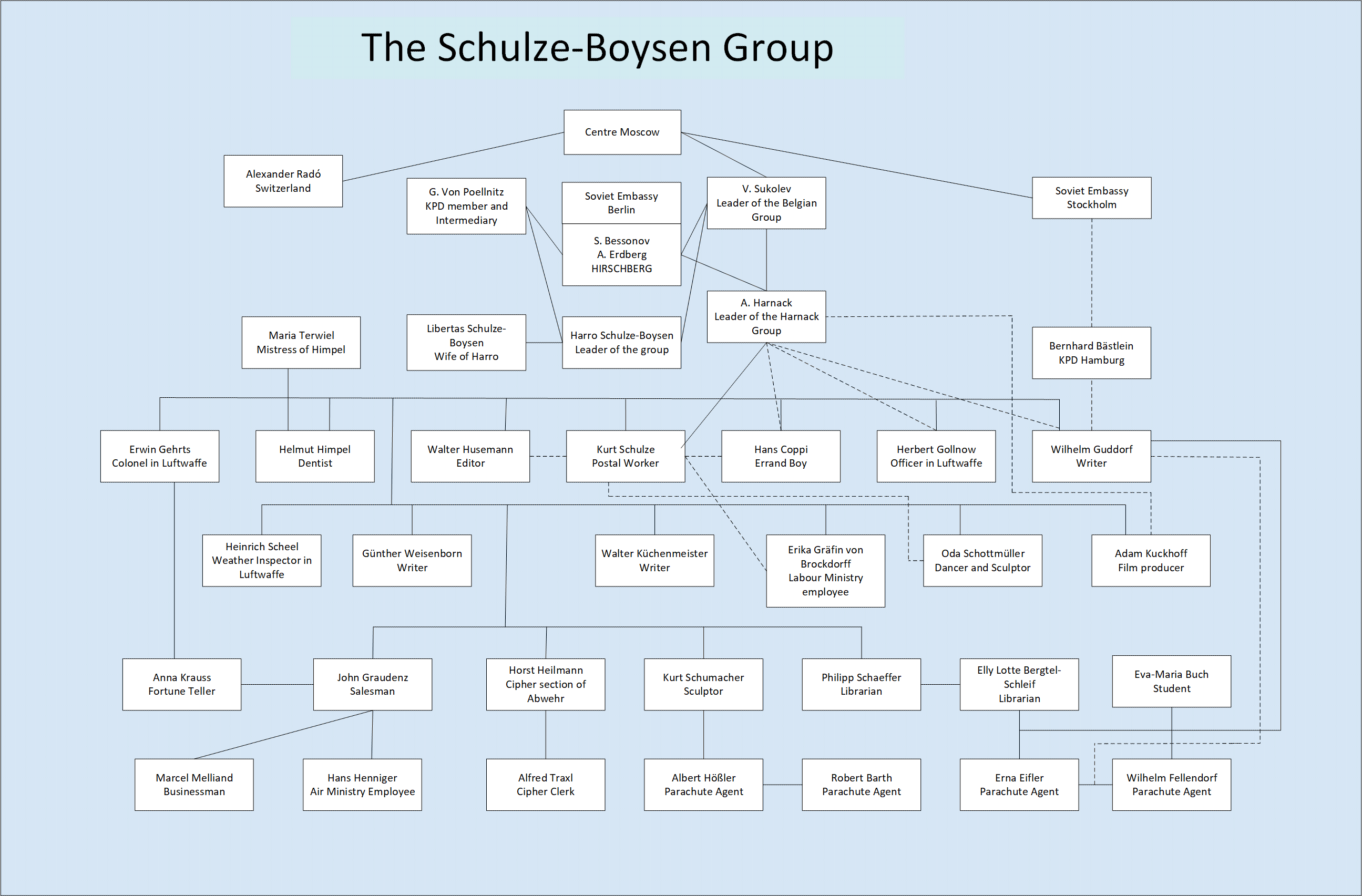
Il gruppo berlinese Schulze-Boysen in Germania.

Durante la prima guerra mondiale prestò servizio sul fronte occidentale prima nella fanteria e poi come ufficiale di volo raggiungendo il grado di tenente. Fu caporedattore fino al 1932, quando lavorò come giornalista per il quotidiano cristiano Tägliche Rundschau di Berlino. Quando i nazisti salirono al potere, il giornale fu bandito e Gehrts rimase disoccupato. Nel 1935, il suo ex ufficiale superiore Waldemar Klepe gli offrì un posto di lavoro presso il Ministero nazista dell'Aviazione, con il grado di capitano. Inizialmente lavorò nel reparto di ricognizione a lungo raggio e fotografia aerea, per poi passare al reparto regolamenti e materiale didattico. Nel 1937 Gehrts pubblicò il libro Der Aufklärungsflieger. Nel 1938 fu promosso aiutante del generale delle forze aeree presso il comandante in capo dell'esercito. Dopo altre promozioni, nel 1942 diventò responsabile del ramo missioni speciali della Luftwaffe. Questo gli diede accesso a un'ampia varietà di informazioni top secret, tra cui il preavviso delle missioni aeree verso l'est. La sua responsabilità principale era quella di organizzare il trasporto dei paracadutisti.

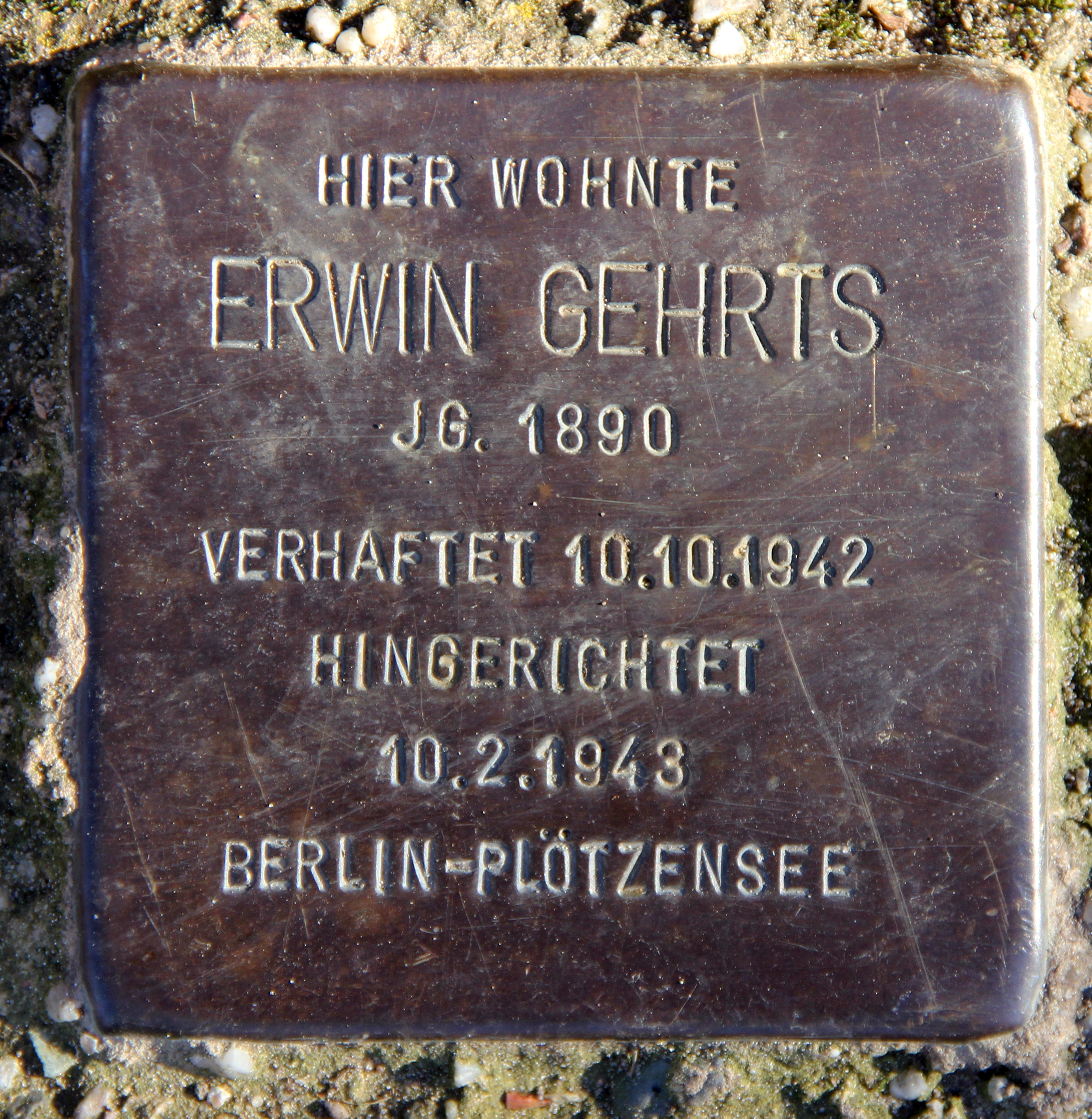
Pietra d'inciampo a Berlino.

Gehrts era un aderente al Movimento Confessionale che considerava l'invasione della Russia una follia criminale. Si interessò alla metafisica e all'occulto, era cliente fisso di Anna Krauss, conducendo una vita straordinariamente superstiziosa. Nel 1928 conobbe Harro Schulze-Boysen nelle discussioni legate alla rivista di sinistra Der Gegner. Nel corso degli anni, ebbe molte conversazioni con Shulze-Boysen partecipando nei gruppi di discussione comunisti. Nel biennio 1941-1942 entrò in contatto diretto con il gruppo di resistenza attorno a Schulze-Boysen, che in seguito sarebbe stato chiamato Orchestra Rossa dall'Abwehr. Gehrts divenne un informatore del gruppo, fornì i documenti che riceveva in qualità di ufficiale dello Stato Maggiore della Luftwaffe. Nell'aprile del 1941, informò Schulze-Boysen sia del momento che del luogo dell'invasione della Russia anticipando che il piano di invasione della Luftwaffe prevedeva un attacco fulmineo in Ucraina seguito da un'avanzata verso est e che probabilmente sarebbe stato lanciato nella primavera del 1941. Schulze-Boysen raccolse molte di queste informazioni nei propri rapporti, che a sua volta passava ad Arvid Harnack per essere trascritti e inviati all'intelligence sovietica.

## Arresto
Erwin Gehrts fu arrestato il 9 ottobre 1942 e fu processato il 10 gennaio 1943 dal Reichsgericht. Nel gennaio 1943 fu condannato a morte per "sovversione delle forze di difesa". Il 10 febbraio 1943 fu giustiziato nella prigione di Plötzensee con la ghigliottina, nonostante gli sforzi di sua moglie Erika per ottenere una sentenza più clemente.